# Rivière à Michel (vattendrag i Kanada, lat 48,80, long -71,87)
Rivière à Michel är ett vattendrag i Kanada.   Det ligger i provinsen Québec, i den östra delen av landet, 500 km nordost om huvudstaden Ottawa.
I omgivningarna runt Rivière à Michel växer i huvudsak blandskog. Runt Rivière à Michel är det mycket glesbefolkat, med 7 invånare per kvadratkilometer.